# E932 (trasa europejska)
E932 – trasa europejska łącznikowa, biegnąca przez Włochy. Długość trasy wynosi 150 km. Przebieg: Enna, Katania